# Vijayabahu V
Vijayabahu V fou rei de Kurunegala en dates desconegudes a mitjan segle xiv. No se sap el parentiu amb anteriors o posteriors reis però seria el primer rei de la dinastia Siri Sanga Bo originada en el segon fill de Chandra Banu de Jaffna. Va succeir a Bhuvaneka Bahu III.
Les fonts singaleses només diuen que fou un poderós rei, potser en relació al rei anterior. Probablement va regnar de manera efímera i el va succeir Bhuvaneka Bahu IV.